# 밸런스 바이크

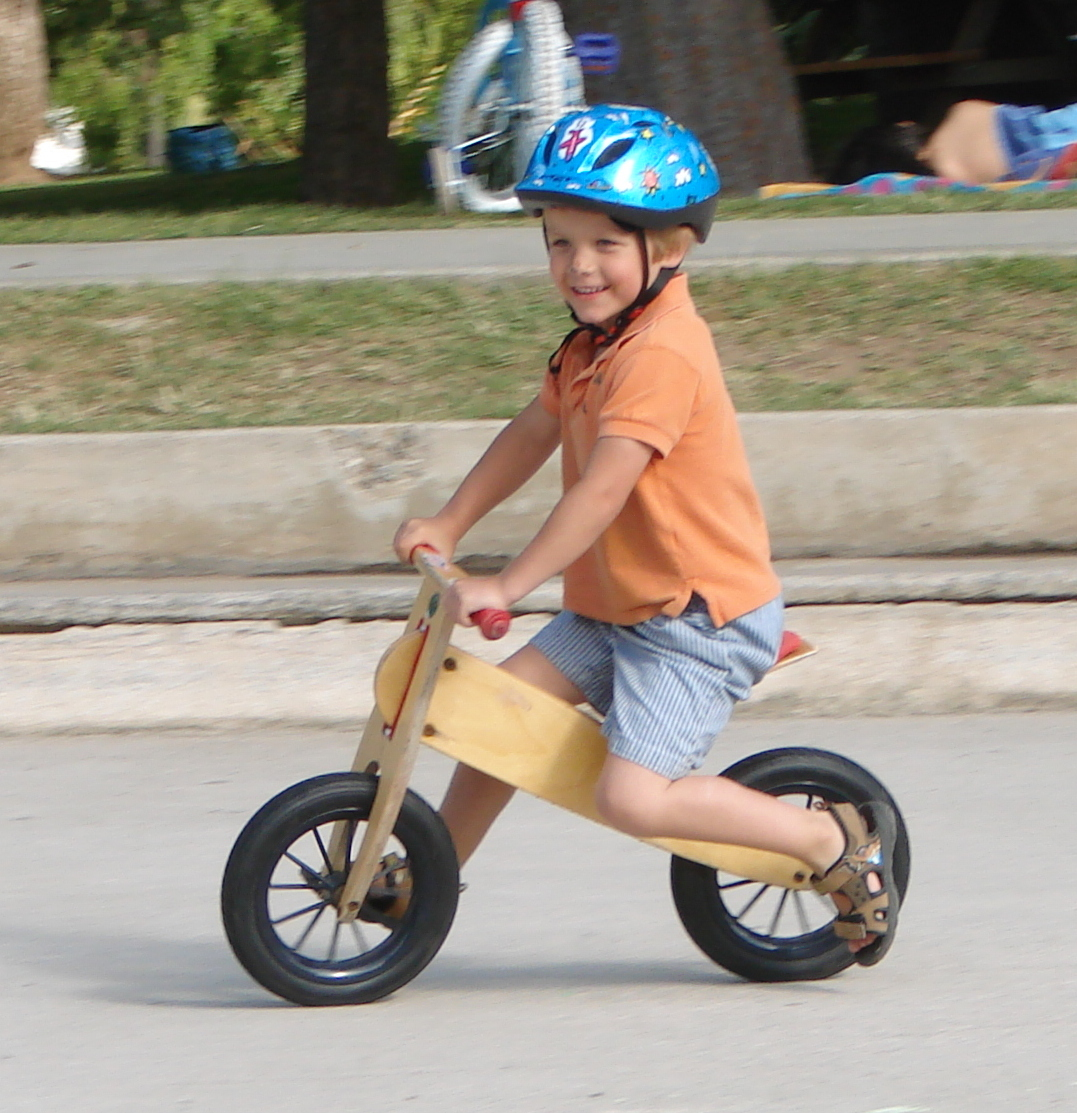

밸런스 바이크(Balance bicycle)는 무동력의 패들이 없는 자전거를 총칭한다. 보통은 두발자전거를 타지 못하는 2세~6세의 아동들이 많이 사용하며 두발을 이용해서 자전거를 움직이며 밸런스, 자세 등 자전거를 타기 전 기초를 습득한다. 세발자전거와 두발자전거에 비하여 체력소모가 심하기 때문에 성장기 어린이들이 사용하기에 적합하다. 보통은 알루미늄프레임으로 제작되는 것이 대부분이었지만 2010년 이후 친환경 밸런스바이크가 출시되면서 친환경 소재인 자작나무로 생산된 밸런스 바이크가 전 세계적으로 큰 인기를 얻고 있다.